# مشهدي ميرزا كندي
مشهدي ميرزا كندي هي قرية في مقاطعة بل دشت، إيران. يقدر عدد سكانها بـ 1091 نسمة بحسب إحصاء 2016.